# Lindera onychias
Lindera onychias är en fjärilsart som beskrevs av Edward Meyrick 1931. Lindera onychias ingår i släktet Lindera och familjen äkta malar. Inga underarter finns listade i Catalogue of Life.